# Okee shordy
Okee shordy is een lied van de Nederlandse producer Trobi in samenwerking met rappers Ronnie Flex, Chivv en ADF Samski. Het werd in 2022 als single uitgebracht en stond in hetzelfde jaar als vierde track op het album Trobi on the beat van Trobi.

## Achtergrond
Okee shordy is geschreven door Ronell Plasschaert, Samir Plasschaert, Chyvon Pala en Bryan du Chatenier en geproduceerd door Trobi. Het is een nummer uit het genre nederhop. Het is een lied waarin de rappers zingen over een mooi meisje; shordy is straattaal voor schatje. In het lied wordt dat meisje onder andere vergeleken met Katja Schuurman. Het lied werd als single uitgebracht met Trobi als leadartiest, waar hij over het algemeen vaak enkel als producer is aangeschreven. Het is de voorloper van het eigen album van de producer, waar onder andere ook Einstein en Meisje zonder naam op te vinden zijn. De single heeft in Nederland de platina status.
Betreffende onderlinge samenwerkingen zijn er veel nieuwe samenwerkingen. Trobi en Ronnie Flex stonden wel onder andere al samen op Meisje zonder naam en Wishlist, maar het is de eerste keer dat Trobi met zowel Chivv als ADF Samski een hitsingle heeft. Chivv en Ronnie Flex hebben ook nog niet eerder samen een hitnummer gehad, net als Chivv en ADF Samski. De samenwerking tussen Ronnie Flex en ADF Samski is een interessante, aangezien het de eerste hit is die de twee halfbroers met elkaar samen hebben. Chivv, Ronnie Flex en ADF Samski herhaalden de samenwerking op That's a lie. Trobi en Ronnie Flex herhaalde de samenwerking na het nummer nogmaals op Love song en Wacht op mij.

## Hitnoteringen
De artiesten hadden verschillend succes met het lied in Nederland. Het piekte op de achtste plaats van de Single Top 100 en stond negentien weken in deze hitlijst. De Top 40 werd niet bereikt; het lied bleef steken op de eerste plaats van de Tipparade.